# 林全祿
林全祿（1909年9月24日—1997年），臺灣臺南市南區人，台灣政治人物，出身南區鹽埕林家。曾任台南市議員、台灣省臨時省議員、台灣省議員、興南客運公司常務董事。
林全祿生於明治四十二年（1909年），畢業於日本同志社大學高中部、日本明治大學法學部。戰後出任興南客運常務董事。
1953年林全祿當選台南市議會第二屆議員，並且連任。日後於1957年當選台灣省臨時省議會第三屆議員、1959年當選台灣省議員第一屆議員，1960年連任。1963年倡議並建立台南地區第一支職業棒球隊。

## 家族
林全祿出身大家族鹽埕林家，在八名兄弟中排行第六。父親林老火少習漢學，在日治時期專賣糖、鹽、鴉片，曾出任保正。四哥林全義曾任南區區長及第二屆臨時省議員。弟弟林全興曾任台南市議會議員、議長，三林在台南政史上稱林家賢昆仲。姪子林錫山為林全祿長兄林全金之子，曾任臺南市政府土木課長、1968年當選台南市市長。此外林全祿二哥林全福曾任台南冷藏製冰株式會社社長，林全福之四子林錫湖為美國台獨運動先驅「台灣人的自由台灣」（The Committee for Formosans' Free Formosa，簡稱3F）參與者之一。
林全祿共迎娶兩位妻子，第一位日本妻子為中村泰子，共育有長女林蕙珠、長男林建宏、次男林建安、四女林蕙柳、五女林蕙芳、六女林蕙玉。第二位妻子郭琴共育有次女林淑美、三女林淑惠、三男林建伯、四男林世峰、五男林建男、七女林吟彌。